# 北王力乡
北王力乡，是中华人民共和国河北省保定市清苑区下辖的一个乡镇级行政单位。

## 行政区划
北王力乡下辖以下地区：
北王力村、西王力村、东王力村、大李各庄村、顾家营村、武安村和刘村。